# Municipio de Loutre (condado de Audrain)
El municipio de Loutre (en inglés: Loutre Township) es un municipio ubicado en el condado de Audrain en el estado estadounidense de Misuri. Según el censo de 2020, tiene una población de 813 habitantes.

## Geografía
Está ubicado en las coordenadas 39°6′40″N 91°42′53″O / 39.11111, -91.71472 (39.110993, -91.714791). Según la Oficina del Censo de los Estados Unidos, tiene una superficie total de 145,57 km², de la cual 144,73 km² corresponden a tierra firme y (0,58 %) 0,84 km² es agua.

## Demografía
Según el censo de 2020, hay 813 personas residiendo en la zona. La densidad de población es de 5,6 hab./km². El 91,51 % de los habitantes son blancos; el 0,49 % son asiáticos; el 0,25 % son afroamericanos; el 0,12 % es amerindio; el 1,35 % son de otras razas, y el 6,27 % son de una mezcla de razas. Del total de la población, el 2,34 % son hispanos o latinos de cualquier raza.